# 아난타라 뉴욕 팰리스 부다페스트 호텔
아난타라 뉴욕 팰리스 부다페스트 호텔(영어: Anantara New York Palace Budapest Hotel)은 헝가리 부다페스트에 있는 5성급 고급 호텔이다. 이 호텔은 마이너 호텔스 산하의 아난타라 호텔스 & 리조츠 브랜드의 일부다.

## 역사
이 건물은 1894년 10월 23일 뉴욕생명보험의 부다페스트 사무실로 문을 열었다. 하우스만 알라오스, 코르브 플로리스, 기에르글 칼만이 설계하였다. 1층에 위치한 유명한 뉴욕 카페(헝가리어: New York Kávéház)는 오랫동안 헝가리 문학과 시의 중심지였다. 건물 정면의 조각상, 기타 장식품, 카페의 16개의 위엄 있는 악마 같은 파우누스는 세녜이 카롤리의 작품이다.
이 건물은 제2차 세계 대전 때 파손되었고, 공산주의 시대에 국유화되었다. 뉴욕 카페는 1954년에 헝가리아 카페로 이름이 바뀌었다. 뉴욕 카페는 1989년 공산주의가 붕괴되면서 뉴욕 카페라는 명칭으로 다시 돌아왔다.
2001년 2월, 이 건물은 헝가리 정부에 의해 이탈리아의 보스콜로 호텔 체인에 매각되었다. 이 건물은 완전히 보수공사되어 2006년 5월 5일에 복원된 뉴욕 카페를 포함하여 107개의 객실을 갖춘 고급 호텔인 뉴욕 팰리스 - 어 보스콜로 럭셔리 호텔로 재개장했다. 2011년에 이름이 보스콜로 부다페스트 호텔로 단축되었다. 2017년에 더 데디카 앤설러지 호텔스에 합류하여 뉴욕 팰리스 부다페스트 호텔이 되었다.
2020년 1월, 유럽 투자 및 개발 회사인 콜비비오 더 데디카 앤설러지에 속한 8개 호텔을 인수했으며, 이 호텔들은 이후 NH 호텔 그룹에서 관리하게 되었다.
2018년 아난타라 호텔스 & 리조츠의 모회사인 마이너 호텔스가 NH 호텔 그룹의 지분 대부분을 인수했다. 2021년 11월 24일 아난타라 뉴욕 팰리스 부다페스트 호텔로 이름을 변경했다.

## 갤러리

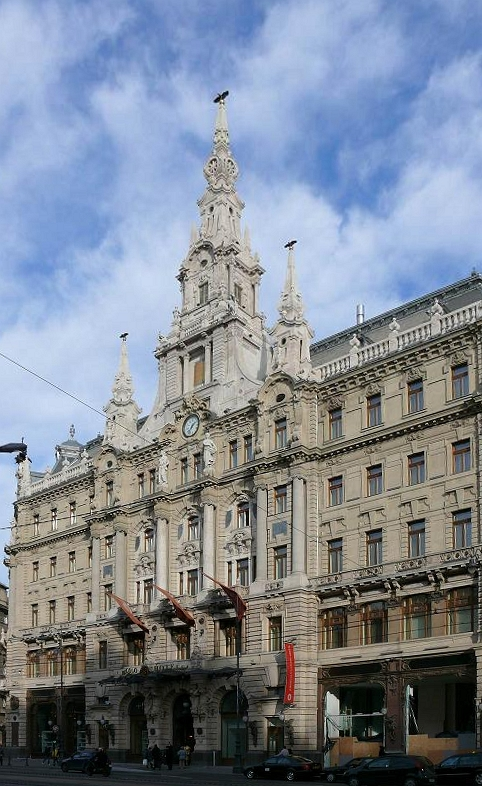
낮의 아난타라 뉴욕 팰리스 부다페스트 호텔
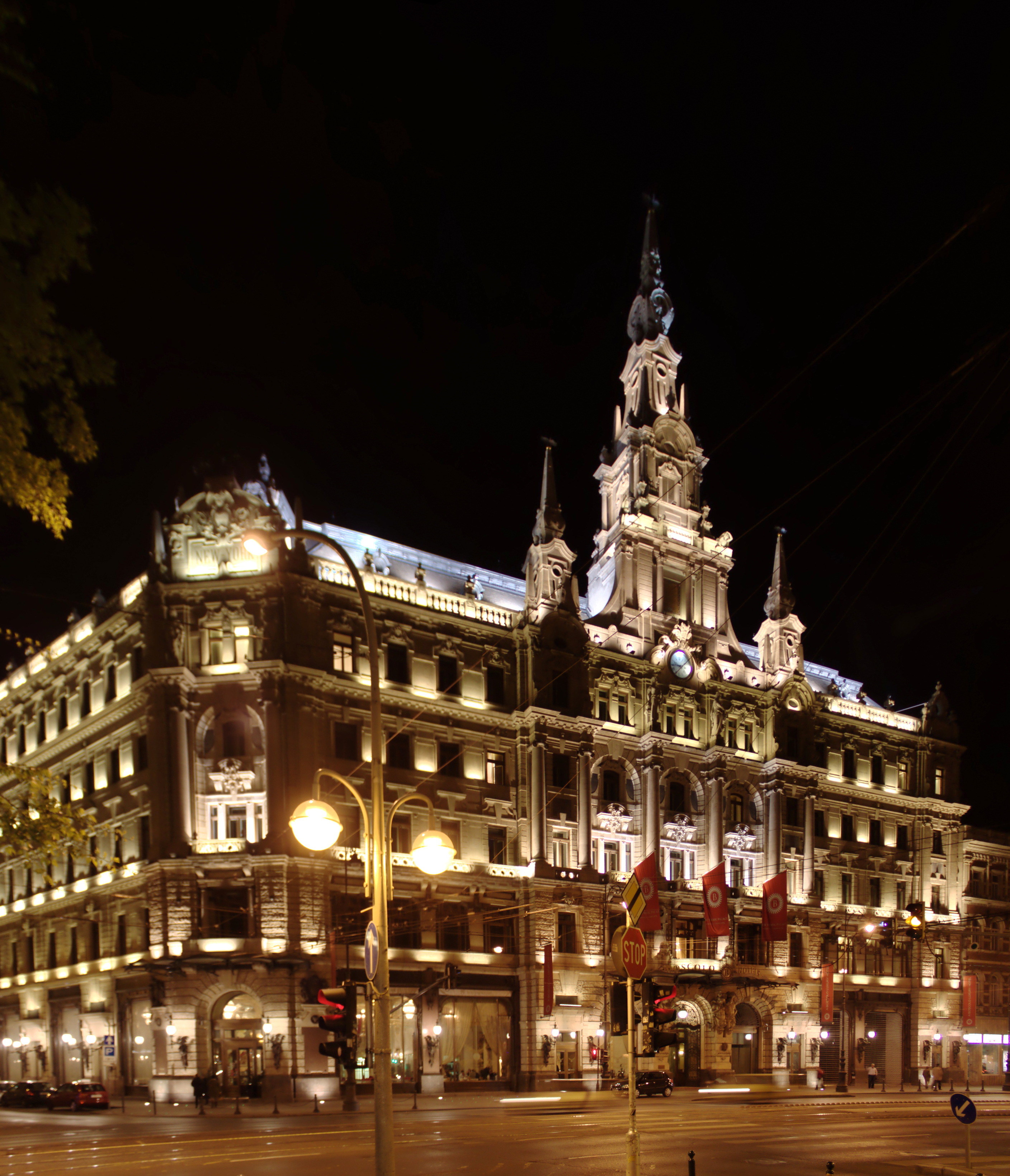
밤의 아난타라 뉴욕 팰리스 부다페스트 호텔
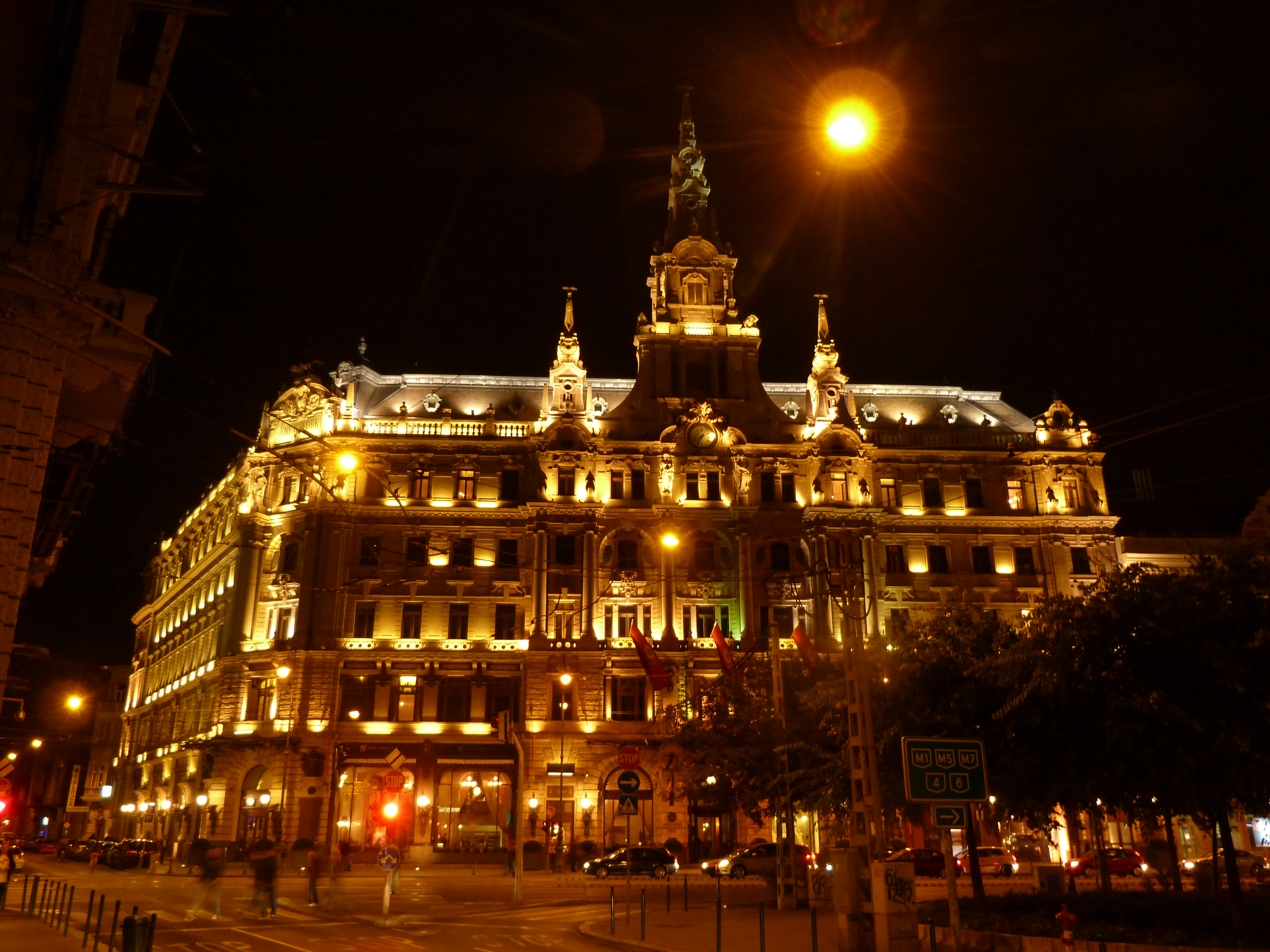
밤의 아난타라 뉴욕 팰리스 부다페스트 호텔
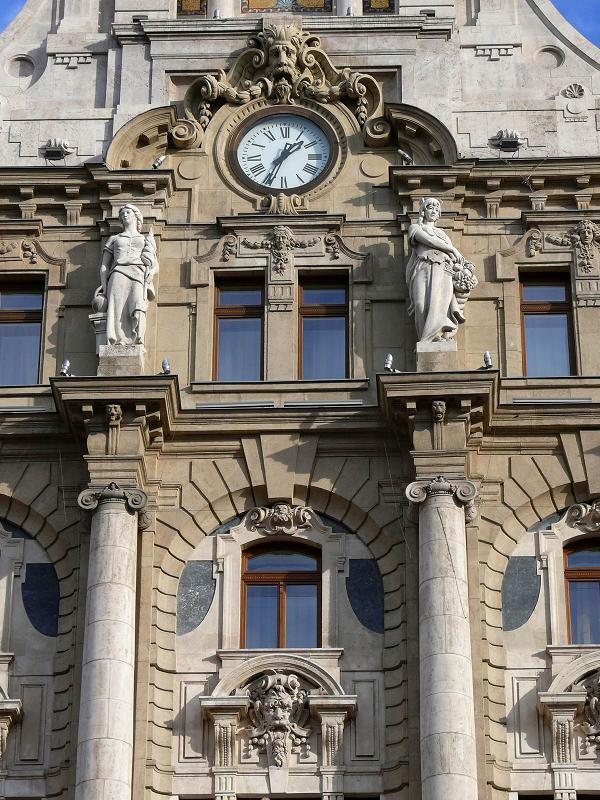
아난타라 뉴욕 팰리스 부다페스트 호텔 외관
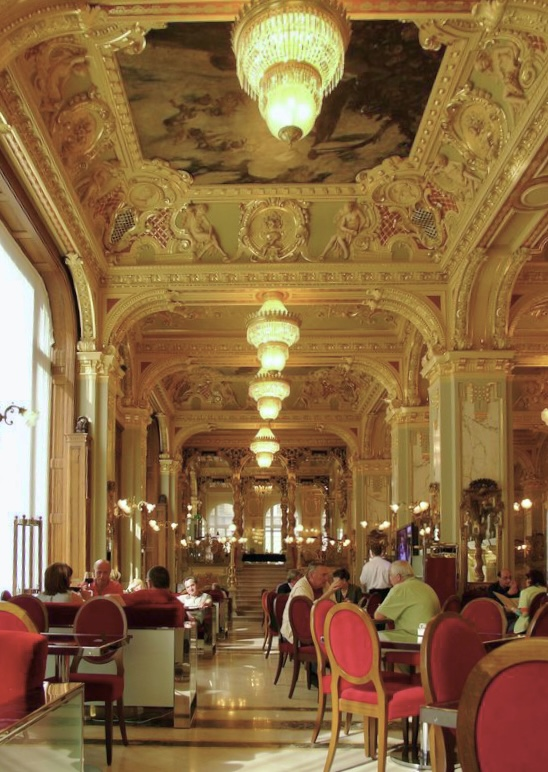
뉴욕 카페